# Бартоси
Бартоси (пол. Bartosy) — село в Польщі, у гміні Вонсево Островського повіту Мазовецького воєводства.
Населення — 84 особи (2011).
У 1975-1998 роках село належало до Остроленцького воєводства.

## Демографія
Демографічна структура станом на 31 березня 2011 року:
|          | Загалом | Допрацездатний вік | Працездатний вік | Постпрацездатний вік |
| -------- | ------- | ------------------ | ---------------- | -------------------- |
| Чоловіки | 46      | 10                 | 32               | 4                    |
| Жінки    | 38      | 10                 | 19               | 9                    |
| Разом    | 84      | 20                 | 51               | 13                   |